# Temps de transit du pouls
La polysomnographie s'accompagne de la mesure du Temps de Transit du Pouls (TTP). En effet, une façon indirecte d’estimer les épisodes obstructifs pendant le sommeil est de mesurer le temps de transit du pouls (TTP), c’est-à-dire, par convention, le temps mesuré entre l’onde R et l’onde de pouls au niveau du doigt. Le TTP est influencé par la contraction isométrique du ventricule gauche, elle-même influencée par la pression intra-thoracique. Les variations de TTP ont donc été proposées, puis validées, comme méthode indirecte d’évaluation des efforts respiratoires pendant le sommeil,. La mesure du TTP nécessite l’enregistrement de l’électrocardiogramme et de l’onde de pouls grâce à un capteur photopléthysmographique placé au niveau d’un doigt et est donc totalement non invasive. Il s’agit là d’un avantage particulièrement intéressant en pédiatrie.